# اچ‌ام‌اس اتک (۱۹۱۱)
اچ‌ام‌اس اتک (۱۹۱۱) (به انگلیسی: HMS Attack (1911)) یک زیردریایی است که طول آن ۲۵۰ فوت (۷۶ متر) می‌باشد. این زیردریایی در سال ۱۹۱۱ ساخته شد.